# Palatinatul Elector
Palatinatul Elector (în germană Kurpfalz) a fost teritoriul istoric aflat sub conducerea principelui elector de Rin, unul din cei șapte principi electori ai Sfântului Imperiu Roman. 

## Istorie
În anul 1093 Henric de Laach a devenit primul conte palatin al Rinului (Pfalzgraf bei Rhein). Prin Bula de Aur din 1356 conducătorii Palatinatului au primit și titlul de principe elector (Kurfürst).
Orașul de reședință al Palatinatului a fost Heidelberg. După ce a fost distrus de trupele franceze în Războiul pentru succesiunea în Palatinat (1688–1697), cunoscut și sub numele de „Războiul de nouă ani”), reședința a fost mutată în 1720 de la Heidelberg la Mannheim.
Ultimul principe elector, Carol Teodor, a moștenit Bavaria în 1777 datorită unui contract al Casei de Wittelsbach încheiat în 1329. Reședința a fost mutată la München. În timpul lui Napoleon Bonaparte Palatinatul a fost desființat.
Teritoriile Palatinatului sunt încorporate astăzi în landurile germane Renania-Palatinat, Baden-Württemberg, Hessa și Bavaria, precum și regiunii Alsacia din Franța.

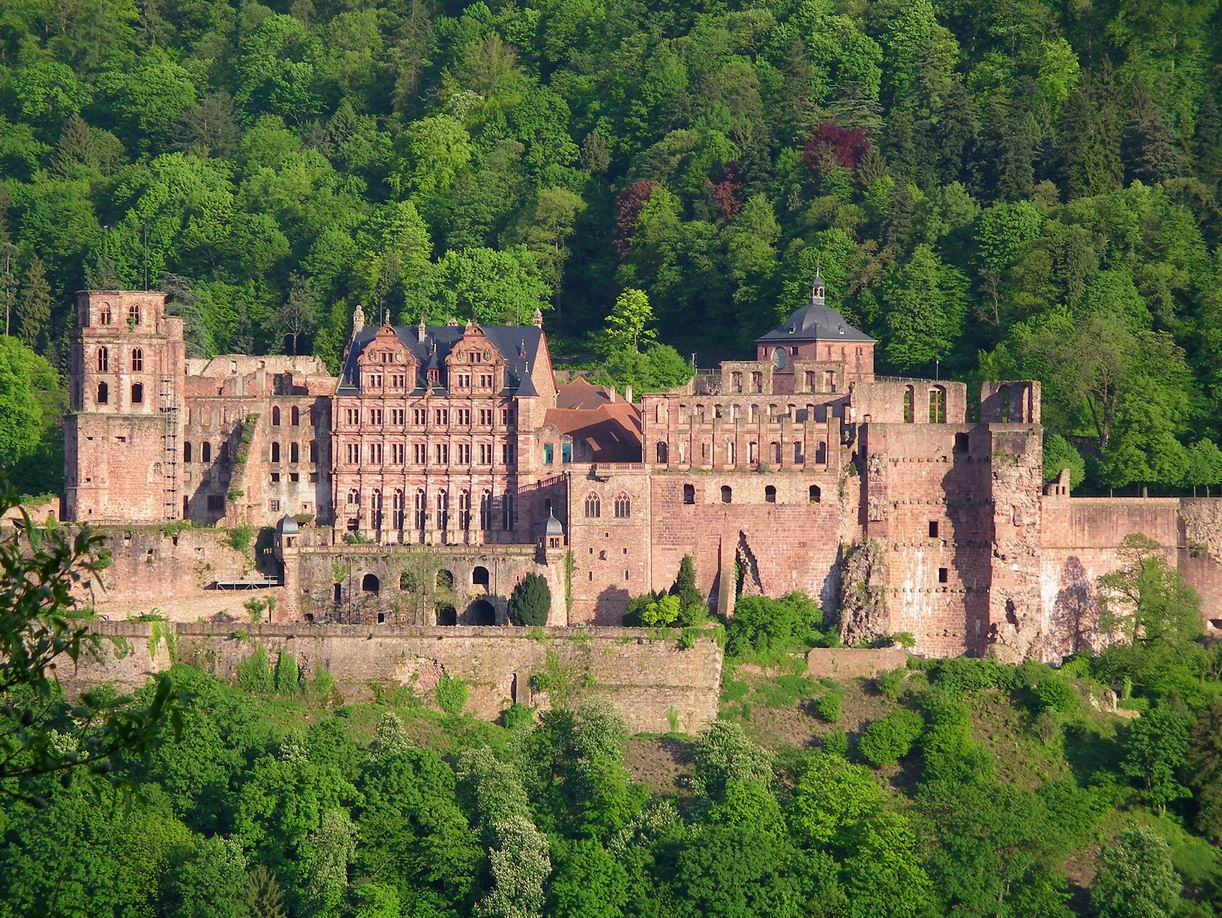
Castelul Heidelberg
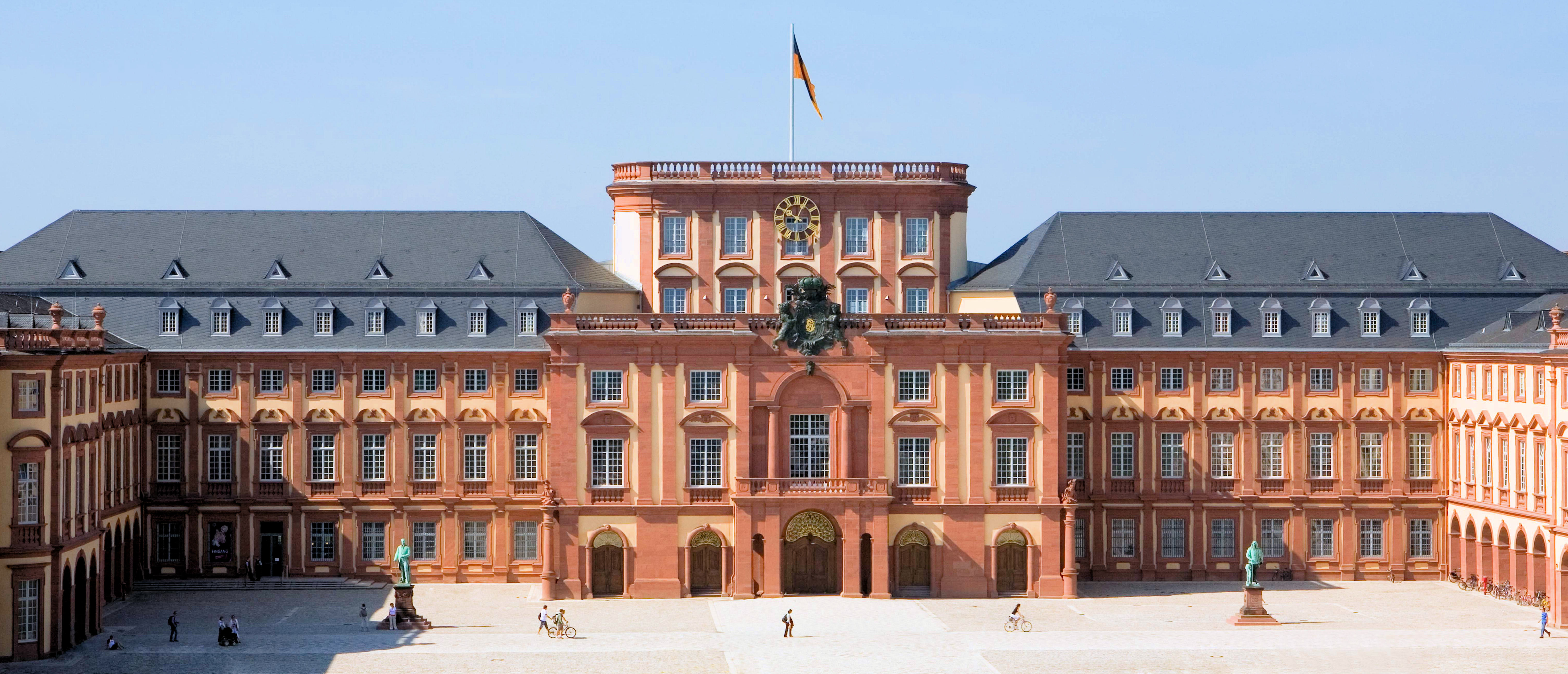
Castelul Mannheim
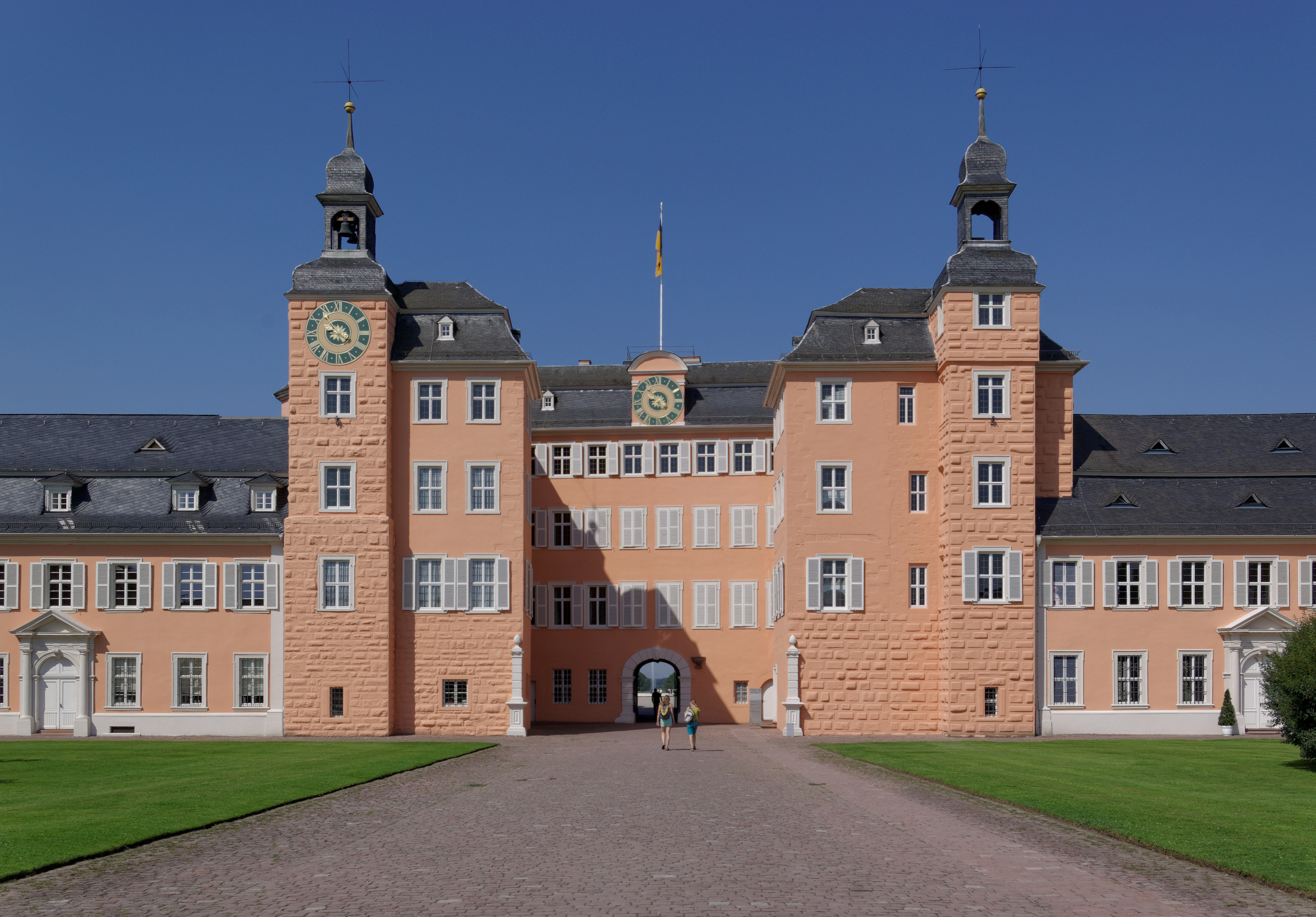
Castelul Schwetzingen, reședința de vară

## Conți palatini / principi electori
| Nume                          | Casa                             | Domnie                                     |
| ----------------------------- | -------------------------------- | ------------------------------------------ |
| Henric de Laach               | Wigeric                          | conte palatin 1085/1087–1095               |
| Siegfried de Ballenstedt      | Ascania                          | conte palatin 1095/1097–1113               |
| Gottfried de Calw             | Calw                             | conte palatin 1113–1129                    |
| Wilhelm de Ballenstedt        | Askanier                         | conte palatin 1126–1140                    |
| Otto I de Salm                | Salm                             | conte palatin 1136–1140                    |
| Henric Jasomirgott            | Babenberg                        | conte palatin 1140–1141                    |
| Hermann de Stahleck           | Stahleck                         | conte palatin 1142/1143–1156               |
| Conrad                        | Staufen                          | conte palatin 1156–1195                    |
| Henric cel Bătrân             | Welf                             | conte palatin 1195–1212/1213               |
| Henric cel Tânăr              | Welf                             | conte palatin 1212/1213–1214               |
| Ludovic I                     | Wittelsbach                      | conte palatin 1214–1231                    |
| Otto al II-lea, cel Ilustru   | Wittelsbach                      | conte palatin 1214/1228–1253               |
| Henric al XIII-lea            | Bavaria Inferioară (Wittelsbach) | conte palatin 1253–1255                    |
| Ludovic al II-lea, cel Strict | Bavaria Superioară (Wittelsbach) | conte palatin 1253–1294                    |
| Rudolf I                      | Bavaria Superioară (Wittelsbach) | conte palatin 1294–1317                    |
| Ludovic (al IV-lea)           | Bavaria Superioară (Wittelsbach) | conte palatin 1294/1301–1329               |
| Rudolf al II-lea, cel Orb     | Palatinat (Wittelsbach)          | conte palatin 1329–1353                    |
| Rupert I                      | Palatinat (Wittelsbach)          | conte palatin / principe elector 1329–1390 |
| Rupert al II-lea              | Palatinat (Wittelsbach)          | principe elector 1390–1398                 |
| Rupert al III-lea             | Palatinat (Wittelsbach)          | principe elector 1398–1410                 |
| Ludovic al III-lea            | Wittelsbach                      | principe elector 1410–1436                 |
| Ludovic al IV-lea             | Wittelsbach                      | principe elector 1436–1449                 |
| Filip cel Onest               | Wittelsbach                      | principe elector 1449–1451 und 1476–1508   |
| Frederic cel Victorios        | Wittelsbach                      | principe elector 1451–1476                 |
| Ludovic al V-lea              | Wittelsbach                      | principe elector 1508–1544                 |
| Frederic al II-lea            | Wittelsbach                      | principe elector 1544–1556                 |
| Otto-Henric                   | Wittelsbach                      | principe elector 1556–1559                 |
| Frederic al III-lea           | Wittelsbach                      | principe elector 1559–1576                 |
| Ludovic al IV-lea             | Wittelsbach                      | principe elector 1576–1583                 |
| Frederic al IV-lea            | Wittelsbach                      | principe elector 1583–1610                 |
| Frederic al V-lea             | Wittelsbach                      | principe elector 1610–1623                 |
| Maximilian I                  | Wittelsbach                      | principe elector 1623–1648                 |
| Carol I Ludovic               | Wittelsbach                      | principe elector 1648–1680                 |
| Carol al II-lea               | Wittelsbach                      | principe elector 1680–1685                 |
| Filip Wilhelm                 | Wittelsbach                      | principe elector 1685–1690                 |
| Ioan Wilhelm                  | Wittelsbach                      | principe elector 1690–1716                 |
| Carol al III-lea Filip        | Wittelsbach                      | principe elector 1716–1742                 |
| Carol al IV-lea Teodor        | Wittelsbach                      | principe elector 1742–1777                 |